# Johann Caspar von Ampringen

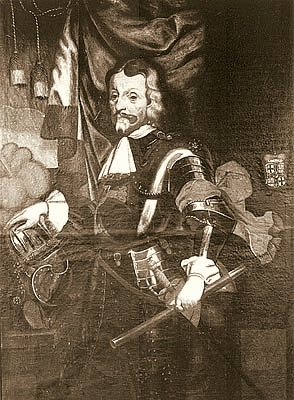
Johann Caspar von Ampringen, zeitgenössisches Ölportrait

Vorderseite eines Thalers von 1673 mit dem Bildnis Johann Caspar von Ampringens

Johann Caspar von Ampringen (* 19. Januar 1619; † 9. September 1684 in Breslau, Fürstentum Breslau) war Hochmeister des Deutschen Ordens. Von 1682 bis zu seinem Tode war er Oberlandeshauptmann von Schlesien und zugleich Herzog von Freudenthal.

## Leben
Johann Caspar von Ampringen entstammte einem alten Breisgauer Adelsgeschlecht. Seine Eltern waren Johann Christoph von Ampringen und Susanne von Landsberg.
Über seine Jugend und Bildung ist nur wenig bekannt. Nach der Erziehung bei den Jesuiten soll er in kaiserlichen Diensten gestanden haben. 1646 trat er in den Deutschen Orden ein, wo er 1650 zum Komtur von Mergentheim und 1654 zusätzlich zum Komtur von Würzburg aufstieg. Nachfolgend erlangte er die Positionen eines Ratsgebietigers der Deutschordensballei Franken sowie eines Hochmeisterlichen und Geheimen Rats.
Als Landkomtur der Ballei Österreich setzte er sich ab 1660 für die Sicherung der windisch-kroatischen Grenze zum Schutz vor den Türkenkriegen und die Gründung von Ordensniederlassungen in diesem Gebiet ein. Als Vertreter seines Ordens am kaiserlichen Hof in Wien gehörte er ab 1662 dem Ordensdirektorium für den noch nicht volljährigen Erzherzog Karl Joseph an, der das Amt des Hochmeisters bekleidete. 1663 wurde Ampringen zum Statthalter der schlesischen Herrschaft Freudenthal und der mährischen Herrschaft Eulenberg ernannt, die beide nach der Schlacht am Weißen Berg in den Besitz des Deutschen Ordens gelangt waren. Nach dem Tod des Erzherzogs Karl Joseph 1664 wurde Ampringen zu dessen Nachfolger als Hochmeisters des Deutschen Ordens gewählt. 1672 gewährte er der Herrschaft umfangreiche Privilegien. 1673 wurde ihm das Amt eines Gubernators für Ungarn übertragen, das er 1679 aufgab, da er mit der gestellten Aufgabe wenig erfolgreich war.
Wegen seiner Verdienste wurde er am 4. November 1682 vom Kaiser zum Oberlandeshauptmann von Schlesien ernannt. Da nach dem Großen Landesprivileg des böhmischen Königs Vladislav II. von 1498 dieses Amt stets ein schlesischer Fürst bekleiden sollte, wurde die Minderherrschaft Freudenthal auf Ampringens Lebenszeit zu einem Herzogtum erhoben und er selbst in den böhmischen Fürstenstand und am 10. November 1682 in den Reichsfürstenstand erhoben. Als Hochmeister veranlasste er u. a. die Renovierung der weiträumigen Schlossanlage in Freudenthal.
Ampringen starb 1684 als letzter seiner Familie in Breslau und wurde in der Ordenskirche zu Freudenthal beigesetzt. Sein Herz wurde im Kapuzinerkloster Mergentheim beigesetzt.

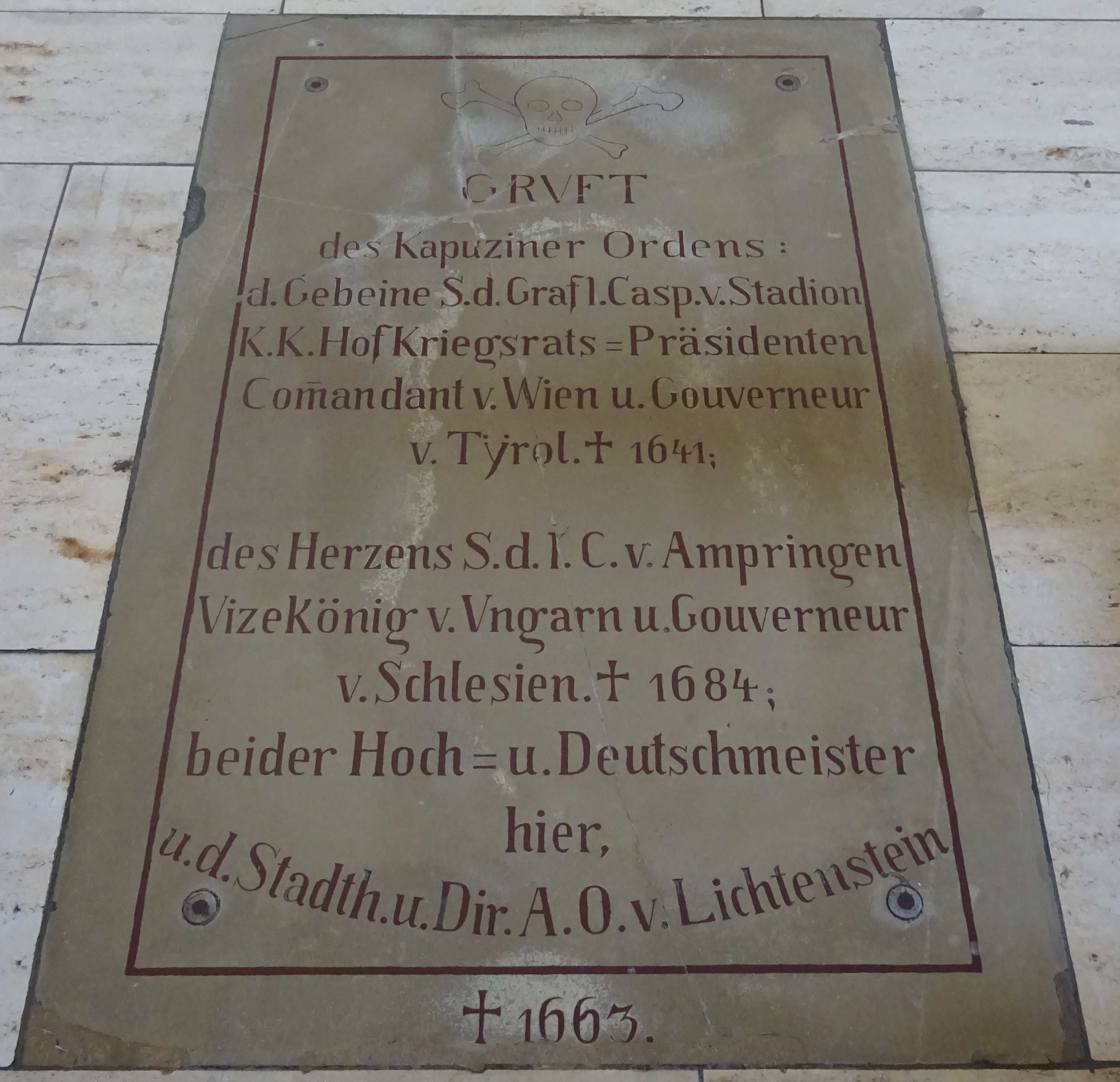
Gräber von Johann Kaspar von Stadion und Johann Caspar von Ampringen (Herz)

Im Amt des Hochmeisters folgte ihm der Wormser Bischof Ludwig Anton von der Pfalz.

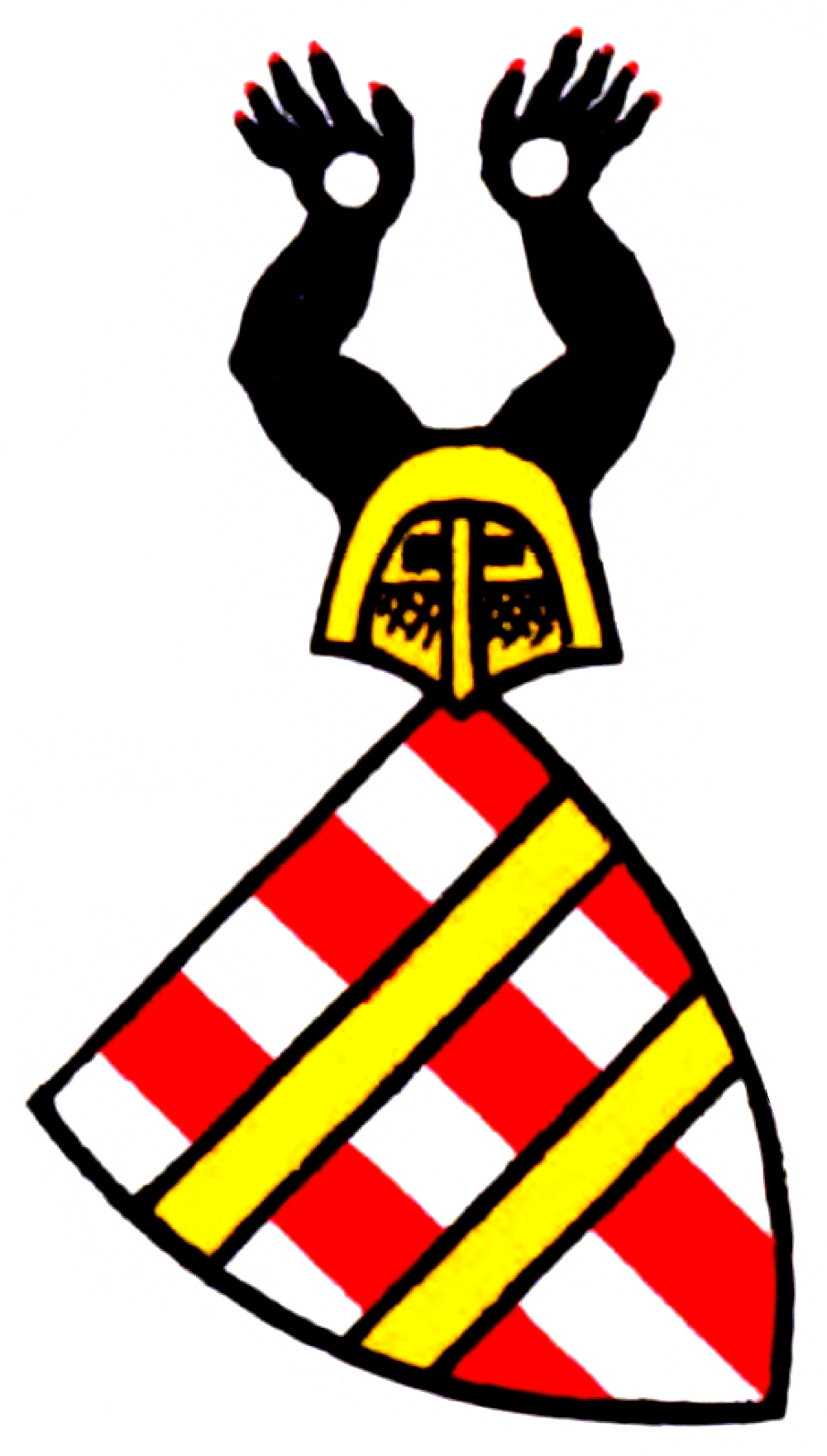
Wappen der Herren von Ampringen, Zürcher Wappenrolle, ca. 1340
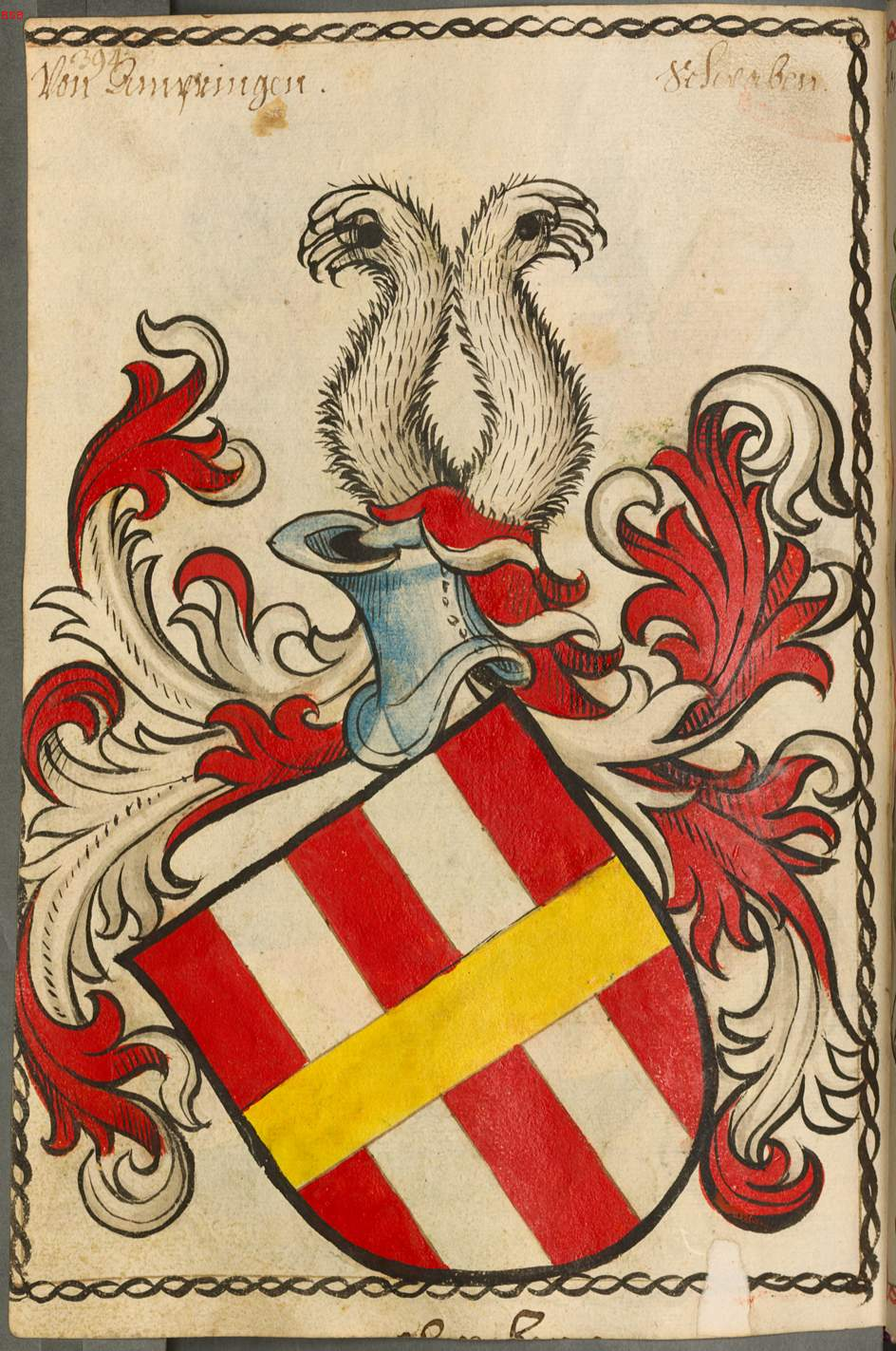
Stammwappen derer von Ampringen im Scheiblerschen Wappenbuch